# 崔輝
崔 輝（チェ・フィ、朝鮮語: 최휘、1955年 - ）は、朝鮮民主主義人民共和国の政治家。朝鮮労働党中央委員会青年事業部長、国家体育指導委員会委員長、朝鮮労働党中央委員会政治局委員、党中央委員会副委員長、朝鮮労働党宣伝扇動部第1副部長、平壌学生少年芸術団団長などを歴任。金正恩の側近の1人。

## 経歴
1955年生まれ。父親は建設相を務めた崔在夏。北朝鮮の建国以来初めて労働者から閣僚に起用されたことで知られ、朝鮮戦争の後、平壌の再建を指揮した。崔輝の出生地はわかっていない。万景台革命学院、金日成総合大学哲学部卒業。
1985年に血の海歌劇団副総長、1987年に平壌芸術団団長に就任した。以後、青少年教育に携わることが多くなる。
1996年7月には祖国統一汎民族連合北側副議長に、1998年に金日成社会主義青年同盟課外教育指導局局長兼歴史教育責任書記に、2000年には平壌学生少年芸術団団長に就任した。
2004年には、朝鮮労働党中央委員会組織指導部副部長に任命され、2013年には宣伝扇動部第1副部長に昇格した。2016年5月に咸鏡北道党委員会副委員長を務めた。同年6月には金正恩委員長から宣伝扇動分野で何らかの指摘を受け革命化教育を受けた。翌2017年10月8日に開かれた、朝鮮労働党中央委員会第7期第2回総会で、党中央委員会政治局委員候補、党中央委員会副委員長に選出された。2017年1月にはアメリカ財務省から、人権侵害に関与したとして制裁対象に指定された。
同年12月には国家体育指導委員会委員長に任命された。2018年2月9日に行われた、2018年平昌オリンピック開会式に金永南最高人民会議常任委員会委員長を団長とする訪問団に加わり参加した。開会式に崔が参加できるように、韓国の国連代表部が国連安全保障理事会に渡航禁止の制裁の対象外とするように書簡を提出し、例外的に認められた。同年4月28日に行われた金正恩委員長と文在寅大統領による南北首脳会談に随行した。
2019年4月11日に開催された党中央委員会第7期第4回総会で党中央委員会政治局委員に補選され、12月28日から開催された党中央委員会第7期第5回総会で党中央委員会青年事業部長に任命された。
2021年1月5日から開催された朝鮮労働党第8次大会で中央委員会委員に再選され、1月10日に開催された党中央委員会第8期第1回総会で党青年事業部長に選出されたが、政治局から脱落した。

## 参考サイト
- 북한정보포털